# Albert Burditt
Albert Lajuane Burditt  (nacido el 15 de mayo de 1972 (52 años) en Austin, Texas)  es un exjugador de baloncesto estadounidense. Con 2.03 de estatura, jugaba en la posición de ala-pívot. 

## Equipos
- High School. Lanier (Austin, Texas
- 1990-1994 University of Texas
- 1994-1995 Oklahoma City Cavalry
- 1994-1995 Patronato Bilbao
- 1995-1998 CB Gran Canaria
- 1998-1999 CB Gran Canaria
- 1998-1999 Sioux Falls Skyforce
- 1999-2000 Andrea Costa Imola
- 1999-2000 Roseto Basket
- 2000-2001 Pallacanestro Varese
- 2001-2002 Pallacanestro Reggiana
- 2002-03 Carife Ferrara.
- 2003 – Cometas de Querétaro (MEX – LNBP)
- 2003/04 – Sioux Falls Skyforce (CBA) y Benfica (TMN)
- 2004 – Cometas de Querétaro (MEX – LNBP)
- 2004/05 – Sioux Falls (CBA) y Benfica (TMN)
- 2005 – Cometas Querétaro (MEX – LNBP)
- 2005/06 – Caja Rioja (ESP)
- 2006/07- Cometas, USA  (CBA)
- 2006/07- Lobos of Saltillo- (MEX - LNBP)
- 2007 - Bolivia
- 2008 - Leopardos de México
- 2008/09- Club Atlético Bohemios(LUB-URU)